# Daniel de Rampalle
Pour les articles homonymes, voir Rampalle.
Daniel Nicolas de Rampalle, parfois appelé Nicolas de Rampalle, né à Sisteron vers 1603 et mort vers 1660, est un homme de lettres français, connu en son temps pour ses idylles, imitées pour la plupart de poètes italiens ou espagnols.

## Biographie
On ne sait rien de sa vie si ce n'est qu'« il avait été attaché à la maison de Tournon et avait assisté au siège de Philippsbourg » en 1644. Dans un poème publié en 1649, Georges de Scudéry l'appelle  « honneur de la Provence, ami savant et sage », tandis que Boileau écrivait dans son Art poétique en 1674  : « On ne lit guère plus Rampale... » Ses idylles furent néanmoins appréciées par Guillaume Colletet, qui écrivait en 1657 :

« De Rampalle, qui, à mon gré, savait aussi bien le beau tour de vers que pas un autre de ma connaissance, a renouvelé la gloire de l'idylle, puisqu'il nous en a donné plusieurs imitées du Preti et du cavalier Marini ; et même, comme il avait un génie particulier à décrire purement et naïvement les choses, il en publia, en 1642, une autre de sa façon, intitulée : le Départ funeste, dont la disposition est assez ingénieuse et dont la belle mélancolie ne doit pas moins plaire au lecteur intelligent que la douce gaieté de ses autres idylles. »

Le Départ funeste commence ainsi :
« La nuit la plus obscure et la plus malheureuse
Qui vît jamais dissoudre une étreinte amoureuse
Pliait son noir manteau, pour sortir du séjour
Où l'aimable Amarante était morte d'amour,
Et portait en fuyant vers sa demeure sombre
Un crêpe, que son deuil avait fait de son ombre... »
Daniel de Rampalle est connu également pour avoir traduit en français des nouvelles de l'écrivain espagnol Juan Pérez de Montalván. En 1641 Rampalle traduisait pour Richelieu le premier manifeste "moderne" publié en Italie en 1623, L'Hoggidi de Secondo Lancellotti (L'erreur combattue, Paris, Augustin Courbé, 1641).

## Œuvres
- La Belinde, tragi-comédie, où parmy le meslange agréable de diverses variétés, deux Princesses arrivent au comble de leurs désirs (1630)
- Dorothée, tragédie (1638)
- L'Hermaphrodite, poème ou l'événement d'une fable commune est descrit avec tous les ornemens de la poësie, imité du Prety [Girolamo Preti, poète italien des années 1630-1650] (1639)
- L'Erreur combattüe, discours académique, où il est curieusement prouvé que le monde ne va point de mal en pis (1641)
- Europe ravie, idile du sieur de Rampalle, imité du Cavalier marin (1641)
- Les Nouvelles de Montalvan, traduites d'espagnol par le Sr de Rampalle (1644) Texte en ligne
- Les Idiles du Sr de Rampalle où sont contenues La nymphe Salmacis, le Funeste despart, Europe ravie, le Soleil amoureux, la Lune amante, l'Esclave généreuse (1648)
- La Chiromantie naturelle de Ronphile[8] (1653).